# Zinnwaldite
La zinnwaldite è la serie di minerali siderophyllite-polylithionite appartenente alla famiglia delle miche, la cui formula chimica è: KLiFeAl(AlSi3)O10(OH, F)2.
È stato identificato la prima volta nel 1845 a Zinnwald, Germania, da cui ha preso il nome.

## Origine e giacitura
Di origine pneumatolitica, è caratteristico dei filoni stanniferi come quelli di Zinnwald nell'Erzgebirge (Germania) e della Cornovaglia, e di alcune pegmatiti granitiche alcaline.
In Italia è stato trovato nel granito di Baveno e nei porfidi di Cuasso al Monte presso Varese.